# 외상 후 성장
외상 후 성장(外傷後成長, 영어: post-traumatic growth, PTG 혹은 benefit finding)은 신체적인 손상 또는 생명에 대한 불안 등 정신적 충격을 수반하는 사고를 겪은 후 심적외상을 받은 뒤, 회복력을 통해 이루어지는 회복(recovery)상태 뿐만 아니라 이를 통한 긍정적 변형(transformation)을 가리킨다. 심리적 다차원 영역의 성장 및 성장했다는 주관적 지각의 변화를 말한다. 이 개념을 측정할 수 있도록 타당화된 외상 후 성장 척도(PTGI, post-traumatic growth inventory)가 있다.
다시 말하면, 수준 높은 기능을 발휘하는 단계로 가기 위하여, 역경이나 시련의 결과로서 경험 되는 긍정적인 심리적 변화를 말한다. 이러한 환경은 환자의 적응적인 자원에 가하는 중대한 도전을 의미하며, 세상과 그 속에 있는 자신의 공간을 이해하는 방식에 대한 중대한 도전을 보이기도 한다. 외상 후 성장은 세상에 대해 생각하고 세계와 관계 하는 방식에 있어서 삶을 변화 시키는 심리적 변화를 말한다. 이러한 변화는 개인의 변화 과정에 도움을 주고, 깊은 의미를 갖게 된다.

## 사회적 지지
사회적 지지는 회복 탄력성에 있어서 뿐만아니라 이러한 맥락에서 '외상후 성장'에도 기여하는 주요한 요인인것으로 알려져있다.  

## 같이 보기
- 외상 후 스트레스 장애(PTSD)
- 전투스트레스반응
- 뇌진탕후 증후군(영어판) (PCS)
- 불안 장애
- 회복 탄력성
- 상실과 역경을 통한 성장(GTLA, Growth Through Loss and Adversity)
- 스트레스 관리
- 유스트레스 - 긍정적 스트레스(positive stress)
- 디스트레스(영어판) - 부정적 스트레스(negative stress)
- 한스 셀리에 - 스트레스 이론 창시 학자
- 일과 삶의 균형 (WLB)
- 삶의 질(QOL)